# Ейвон (Огайо)
Ейвон (англ. Avon) — місто (англ. city) в США, в окрузі Лорейн штату Огайо. Населення — 24 847 осіб (2020).

## Географія
Ейвон розташований за координатами 41°26′43″ пн. ш. 82°0′18″ зх. д. / 41.44528° пн. ш. 82.00500° зх. д. (41.445156, -82.005109).  За даними Бюро перепису населення США в 2010 році місто мало площу 54,04 км², з яких 53,89 км² — суходіл та 0,15 км² — водойми.

## Демографія
Згідно з переписом 2010 року, у місті мешкали 21 193 особи в 7584 домогосподарствах у складі 5750 родин. Густота населення становила 392 особи/км².  Було 8007 помешкань (148/км²).
Расовий склад населення:
| - 92,4 % — білих - 3,1 % — азіатів - 2,3 % — чорних або афроамериканців - 0,1 % — корінних американців |

До двох чи більше рас належало 1,4 %. Частка іспаномовних становила 3,4 % від усіх жителів.
За віковим діапазоном населення розподілялося таким чином: 30,5 % — особи молодші 18 років, 56,9 % — особи у віці 18—64 років, 12,6 % — особи у віці 65 років та старші. Медіана віку мешканця становила 38,4 року. На 100 осіб жіночої статі у місті припадало 93,8 чоловіків;  на 100 жінок у віці від 18 років та старших — 90,3 чоловіків також старших 18 років.
Середній дохід на одне домашнє господарство  становив 114 321 долар США (медіана — 81 474), а середній дохід на одну сім'ю — 135 583 долари (медіана — 106 905). Медіана доходів становила 80 815 доларів для чоловіків та 48 760 доларів для жінок. За межею бідності перебувало 3,7 % осіб, у тому числі 3,6 % дітей у віці до 18 років та 4,0 % осіб у віці 65 років та старших.
Цивільне працевлаштоване населення становило 10 466 осіб. Основні галузі зайнятості: освіта, охорона здоров'я та соціальна допомога — 24,1 %, виробництво — 16,4 %, мистецтво, розваги та відпочинок — 10,6 %, фінанси, страхування та нерухомість — 10,4 %.